# Roger Jurriens
Roger André Jurriens (29 december 1965) is een Arubaans voormalig windsurfer.

## Leven
Jurriëns begon op een jonge leeftijd met de zeilsport, in het bijzonder zeilen en windsurfen. In 1983 werd hij Arubaans kampioen windsurfen en wist de titel in de zeven daaropvolgende jaren te behouden. Hij deed tevens mee aan de Nederlands-Antilliaanse kampioenschappen, het windsurftoernooi "Aruba Hi-Winds" en internationale wedstrijden. Jurriëns deed namens Aruba mee aan de Olympische Zomerspelen 1992 in Barcelona, waar hij streed in de Lechner A-390 klasse, bestaande uit 10 races. Onder de 45 deelnemers eindigde hij op de 37ste plaats.

## Privé
Na het voltooien van zijn middelbare schoolopleiding aan het Colegio Arubano in 1985, werd Jurriëns ondernemer en had tussen 1987 en 2005 een windsurfbedrijf in Malmok. Vanaf 2005 is hij mede-eigenaar van Bonaire Windsurf Place op het eiland Bonaire.

## Resultaten

### Olympische Zomerspelen
| Jaar | Plaats    | Resultaten  |
| ---- | --------- | ----------- |
| 1992 | Barcelona | 37e Lechner |